# Argiope perforata
Argiope perforata es una especie de araña araneomorfa género Argiope, familia Araneidae. Fue descrita científicamente por Schenkel en 1963.
Habita en China y Vietnam.